# ISO 8752
ISO 8752 er en ISO standard for en Stift.
| Gevind       | M1   | M1,5 | M2   | M2,5 | M3  | M3,5 | M4   | M4,5 |
| ------------ | ---- | ---- | ---- | ---- | --- | ---- | ---- | ---- |
| Diameter d1: | 1,3  | 1,8  | 2,4  | 2,9  | 3,5 | 4    | 4,6  | 5,1  |
| Diameter d2: | 0,8  | 1,1  | 1,5  | 1,8  | 2,1 | 2,3  | 2,8  | 2,9  |
| Tykkelse s:  | 0,2  | 0,3  | 0,4  | 0,5  | 0,6 | 0,75 | 0,8  | 1    |
| Afstand a:   | 0,15 | 0,25 | 0,35 | 0,4  | 0,5 | 0,6  | 0,65 | 0,8  |

| Gevind       | M5  | M6   | M7  | M8  | M9  | M10  | M12  | M13  |
| ------------ | --- | ---- | --- | --- | --- | ---- | ---- | ---- |
| Diameter d1: | 5,6 | 6,7  | 7,8 | 8,8 | 9,5 | 10,8 | 12,8 | 13,8 |
| Diameter d2: | 3,4 | 3,9  | 4   | 5,5 | 6   | 6,5  | 7,5  | 8,5  |
| Tykkelse s:  | 1   | 1,25 | 1,5 | 1,5 | 2   | 2    | 2,5  | 2,5  |
| Afstand a:   | 0,9 | 1,2  | 1,8 | 2   | 2   | 2    | 2    | 2    |

| Gevind       | M14  | M16  | M18  | M20  | M21  | M25  | M28  | M30  |
| ------------ | ---- | ---- | ---- | ---- | ---- | ---- | ---- | ---- |
| Diameter d1: | 14,8 | 16,8 | 16,9 | 20,9 | 21,9 | 25,9 | 28,9 | 30,9 |
| Diameter d2: | 8,5  | 10,5 | 11,5 | 12,5 | 13,5 | 15,5 | 17,5 | 18,5 |
| Tykkelse s:  | 3    | 3    | 3,5  | 4    | 4    | 5    | 5,5  | 6    |
| Afstand a:   | 2    | 2    | 2    | 3    | 3    | 3    | 3    | 3    |

| Gevind       | M35  | M40  |
| ------------ | ---- | ---- |
| Diameter d1: | 35,9 | 40,9 |
| Diameter d2: | 21,5 | 25,5 |
| Tykkelse s:  | 7    | 7,5  |
| Afstand a:   | 3    | 4    |